# Cypsnagra hirundinacea
Cypsnagra hirundinacea là một loài chim trong họ Thraupidae.